# Fort Toulouse
 (novembre 2023).
Si vous disposez d'ouvrages ou d'articles de référence ou si vous connaissez des sites web de qualité traitant du thème abordé ici, merci de compléter l'article en donnant les références utiles à sa vérifiabilité et en les liant à la section « Notes et références ».
Fort Toulouse est un fort français situé à la frontière orientale de la Louisiane française.

## Historique
Fort Toulouse est construit en 1717 afin de défendre les limites orientales de la Louisiane française. Il est d'abord nommé Fort des Alibamons en raison du peuplement amérindiens des Alibamons en ce lieu ; puis « Fort Toulouse des Alibamons » ; enfin sa dénomination devient Fort Toulouse en l'honneur de Louis-Alexandre de Bourbon, comte de Toulouse.
En 1735, la construction est améliorée, mais le fort conserve son nom. Il est utilisé par les Français, comme comptoir d'échange avec les Creeks jusqu'à la fin de la guerre de Sept Ans en 1763. À la suite de la défaite, la garnison française abandonne le fort et, comme les Britanniques renoncent à l'occuper, celui-ci tombe bientôt en ruine.
Lors de la guerre Creek, le général Andrew Jackson commande une force composée de miliciens du Tennessee, de troupes régulières de l'US Army et d'Amérindiens cherokees et creeks du Sud (White Stick). Jackson défait les Creeks Red Stick lors de la bataille de Horseshoe Bend en 1814. Il donne ensuite l'ordre de construire un fort à l'emplacement du vieux fort français au confluent des deux rivières. Jackson doit se rendre à Washington et en son absence, le nouveau fort est nommé Fort Jackson en son honneur.
Fort Toulouse et Fort Jackson sont deux forts qui partagent le même emplacement au confluent de la rivière Coosa et de la rivière Tallapoosa, près de l'actuelle localité de Wetumpka en Alabama. Le site est maintenant préservé par l'Alabama Historical Commission (en).